# Раншо (Пенсільванія)
Раншо (англ. Ranshaw) — переписна місцевість (CDP) в США, в окрузі Нортамберленд штату Пенсільванія. Населення — 455 осіб (2020).

## Географія
Раншо розташоване за координатами 40°47′9″ пн. ш. 76°31′2″ зх. д. / 40.78583° пн. ш. 76.51722° зх. д. (40.785789, -76.517304).  За даними Бюро перепису населення США в 2010 році переписна місцевість мала площу 0,32 км², уся площа — суходіл.

## Демографія
Згідно з переписом 2010 року, у переписній місцевості мешкало 510 осіб у 233 домогосподарствах у складі 145 родин. Густота населення становила 1603 особи/км².  Було 296 помешкань (930/км²).
Расовий склад населення:
| - 98,4 % — білих - 0,4 % — азіатів - 0,2 % — корінних американців - 0,2 % — чорних або афроамериканців |

До двох чи більше рас належало 0,2 %. Частка іспаномовних становила 2,5 % від усіх жителів.
За віковим діапазоном населення розподілялося таким чином: 20,0 % — особи молодші 18 років, 61,8 % — особи у віці 18—64 років, 18,2 % — особи у віці 65 років та старші. Медіана віку мешканця становила 43,0 року. На 100 осіб жіночої статі у переписній місцевості припадало 99,2 чоловіків;  на 100 жінок у віці від 18 років та старших — 95,2 чоловіків також старших 18 років.
Середній дохід на одне домашнє господарство  становив 51 309 доларів США (медіана — 31 589), а середній дохід на одну сім'ю — 52 900 доларів (медіана — 32 073). Медіана доходів становила 41 950 доларів для чоловіків та 46 250 доларів для жінок. За межею бідності перебувало 7,7 % осіб, у тому числі 0,0 % дітей у віці до 18 років та 5,7 % осіб у віці 65 років та старших.
Цивільне працевлаштоване населення становило 167 осіб. Основні галузі зайнятості: освіта, охорона здоров'я та соціальна допомога — 35,3 %, публічна адміністрація — 28,1 %, виробництво — 13,2 %, будівництво — 8,4 %.